# Belagerung von Moers (1597)
Westeuropa

Oosterweel – Dahlen – Heiligerlee – Jemgum – Jodoigne – Le Quesnoy – Brielle – Mons – Goes – 1. Mechelen – Naarden – Middelburg – Haarlem – Alkmaar – Geertruidenberg – Leiden – Delft – Valkenburg – Mooker Heide – Schoonhoven – Zierikzee – 1. Antwerpen – Gembloux – Rijmenam – 1. Deventer – Borgerhout – 1. Maastricht – 2. Mechelen – 1. Steenwijk – Kollum – 1. Breda – Noordhorn – Niezijl – Lochem – Lier – Eindhoven – Steenbergen – Ghent – Aalst – 2. Antwerpen – IJsseloord – Empel – Boksum – 1. Grave – 1. Venlo – Axel – Neuss – 1. Rheinberg – Zutphen – 1. Sluis – 1. Bergen-op-Zoom – 2. Geertruidenberg – 2. Breda – 2. Zutphen – 2. Deventer – Delfzijl – Knodsenburg – 1. Hulst – Nijmegen – Rouen – Caudebec – 2. Steenwijk – 1. Coevorden – 3. Geertruidenberg – 2. Coevorden – Groningen – Huy – 1. Groenlo – Lippe – Calais – 2. Hulst – Turnhout – 2. Rheinberg – 1. Moers – 2. Groenlo – Bredevoort – Enschede – Ootmarsum – 1. Oldenzaal – 1. Lingen – 1. Schenckenschans – Zaltbommel – Rees – San Andreas – Nieuwpoort – 3. Rheinberg – Ostende – 1. 's-Hertogenbosch – 2. Grave – Hoogstraten – 3. Sluis
Zwölfjähriger Friede

2. Lingen – 3. Groenlo – Aachen – Jülich – 2. Bergen op Zoom – Fleurus – 3. Breda – 2. Oldenzaal – 4. Groenlo – 2. 's-Hertogenbosch – Slaak – 2. Maastricht – Leuven – 2. Schenkenschans – 4. Breda – 2. Venlo – Kallo – 3. Hulst
Europäische Gewässer

Vlissingen – Borsele – Haarlemmermeer – Zuiderzee – Schelde – Lillo – Ponta Delgada – Bayona Islands – Golf von Almería – 1. Cadiz – Azoren – Straße von Dover – 2. Sluis – 1. Kap St. Vincent – 1. Gibraltar – 2. Gibraltar – 2. Cadiz – Lizard Point – Dünkirchen – Calais – Downs – 2. Kap St. Vincent – 2. St. Martin
Amerika

Bahia – Matanzas – St. Martin – San Juan – Abrolhos – Pernambuco – Südchile
Ostindien

Playa Honda – 1. San Salvador – 2. San Salvador – La Naval de Manila – Puerto de Cavite
Die Belagerung von Moers durch niederländische Truppen unter dem Befehl des Prinzen Moritz von Oranien fand vom 29. August bis zum 3. September 1597 während des Achtzigjährigen Krieges statt und endete mit der Kapitulation und dem Abzug der spanischen Garnison. Die Befreiung der Stadt Moers war ein Bestandteil von Moritz’ Feldzug von 1597.

## Vorgeschichte
Der Statthalter der Spanischen Niederlande, Alessandro Farnese, hatte 1586 nach erfolgreicher Belagerung von Moers die Festungsstadt mit seinen Truppen besetzt. Gouverneur wurde Oberst Camillo Sacchinus de Modiliana. Im Jahr 1587 ließ dieser bei Essenberg am Rhein eine Festungsschanze errichten und auf seinen Namen taufen. Sie sollte zum Schutz gegen eine niederländische Garnison in Ruhrort dienen, die unter dem Befehl von Martin Schenk von Nideggen stand.
Im Jahr 1594 vermachte die Witwe des Grafen Adolf von Neuenahr, Gräfin Anna Walburga von Neuenahr, ihrem entfernten Verwandten Moritz von Oranien die spanisch besetzte Grafschaft Moers mitsamt der Stadt.
Am 1. August 1597 verließ Moritz mit 7000 Infanteristen und 1200 Kavalleristen Den Haag für eine Offensive gegen die Spanier. Sein erstes Ziel war die seit sieben Jahren spanisch besetzte Stadt Rheinberg, die er nach zehntägiger Belagerung am 19. August einnahm. Am Tag nach der Übergabe traf der spanische Statthalter von Obergeldern, Hermann von dem Bergh, in der Nähe von Rheinberg ein. Als er von dem Verlust der Stadt erfuhr, verstärkte er die nahe gelegene Festungsstadt Moers mit 400 Soldaten und befahl der Mannschaft der Camillenschanze, sie zu verlassen und sich ebenfalls nach Moers zu begeben. Mit der restlichen Truppe zog von dem Bergh über die Maas ab. Moritz ließ die Schanze schleifen und am 26. August die Situation in der spanisch besetzten Stadt erkunden. Wenig später zog er nach Süden und stand am 29. August vor Moers.

## Verlauf
Moritz belagerte Moers von zwei Seiten und ließ Approchen anlegen. Den Festungsgraben ließ er an drei Stellen verfüllen, um eine Bestürmung zu ermöglichen. Moers bot wenig Widerstand gegen Moritz’ Truppen und noch vor dem Angriff erklärte am 3. September Gouverneur Andreas de Miranda die Übergabe der Stadt.
Moritz zog weiter und ging am 8. September bei Orsoy über den Rhein, dann über die Lippe und erschien am Abend des 11. September vor Groenlo, das er dann elf Tage belagerte und schließlich besetzte.

## Folgen
Durch Verhandlungen von Amalia von Neuenahr-Alpen wurden Moers und die Herrschaft Alpen am 4. Juli 1598 von den Generalstaaten und dem Statthalter der habsburgischen Niederlande Erzherzog Albrecht VII. von Österreich für neutral erklärt.